# 鳩槃荼

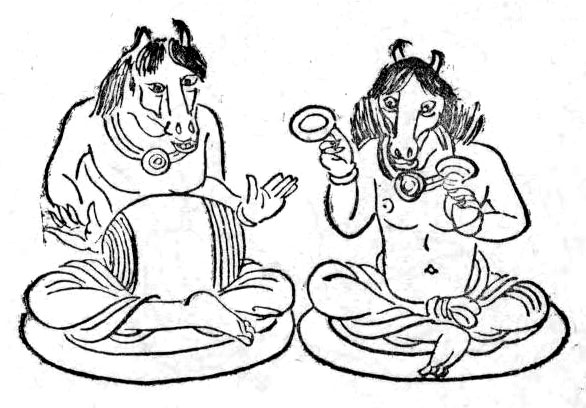
胎蔵界曼荼羅に描かれた鳩槃荼。本来は緊那羅として描かれたと考えられる

鳩槃荼（くばんだ、くはんだ）は、インド神話の鬼神で、仏教では護法神である。弓槃荼（きゅうばんだ）、拘辨荼（くべんだ）とも音写される。サンスクリットではクンバーンダ (Kumbhāṇḍa)、パーリ語でクンバンダ (Kumbhaṇḍa)。クンバは「水瓶」、アンダは「陰嚢」の意であり、「水瓶の様な陰嚢を持つ者」を意味する。
甕形鬼（おうぎょうき）、冬瓜鬼（冬苽鬼）、厭眉鬼（えんびき）、陰嚢、形卵と漢訳される。
また、人の睡眠を妨げて災難を引き起こすことから厭魅鬼とも呼ばれる。
クンバーンダはクシュマーンダ(kuṣmāṇḍa)に由来すると考えられ、これはかぼちゃ、瓢箪の意である。

## 概要
鳩槃荼は鳩槃荼衆とも呼ばれる集団の名であり、大黒天や弁才天のような一尊の尊格を指すものではない。ヒンドゥー神話では、暴風神ルドラの配下であった。
仏典では、四天王の一尊で南方を守護する増長天に従う。
人の精気を喰うともいわれ、冬瓜のような形をした巨大な陰嚢を持つため陰嚢、形卵と漢訳されるが、猥雑を避けるため冬瓜鬼とも呼ばれた。

## 形象

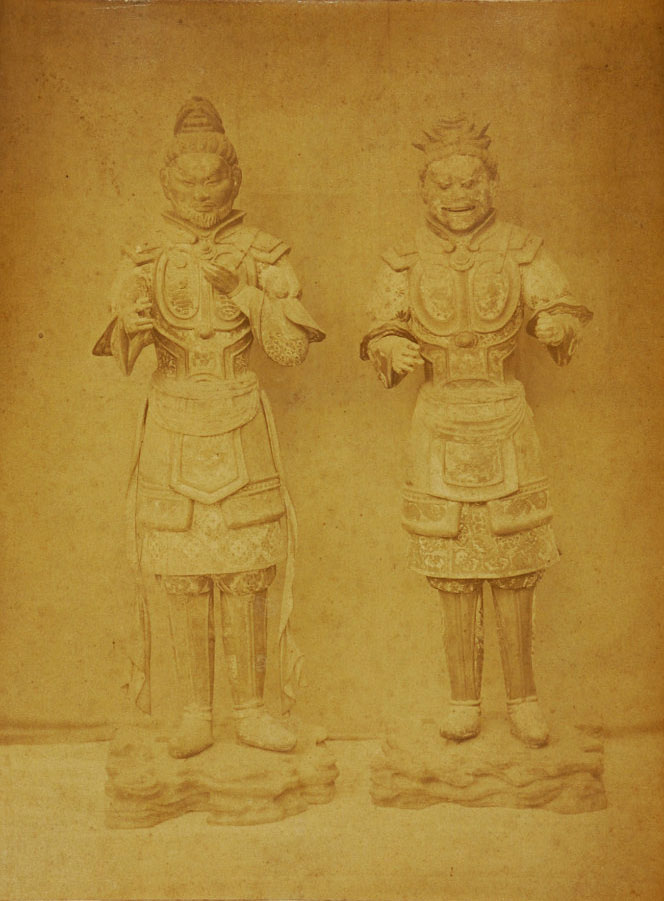
興福寺八部衆像より、右が鳩槃荼像

胎蔵界曼荼羅最外院の南方に首から上が馬で体が人間の形をした二尊がそれぞれ鼓と鈸（ばつ）を持つ姿が描かれるが、これは鳩槃荼ではなく緊那羅の誤記と考えられる。なお、奈良興福寺には八部衆の一尊として一面二臂の憤怒相の武人形の鳩槃荼像があり、八部衆の夜叉に当てられているが、元から鳩槃荼として造像されたかは不明である。

## 真言
オン　クハンダハタエイ　ソワカ（オーン　鳩槃荼の主に　スヴァーハー）